# Avenue Henri-Barbusse (Bobigny)
Pour les articles homonymes, voir Avenue Henri-Barbusse.
L'avenue Henri-Barbusse, est l'une des artères principales de Bobigny.

## Situation et accès

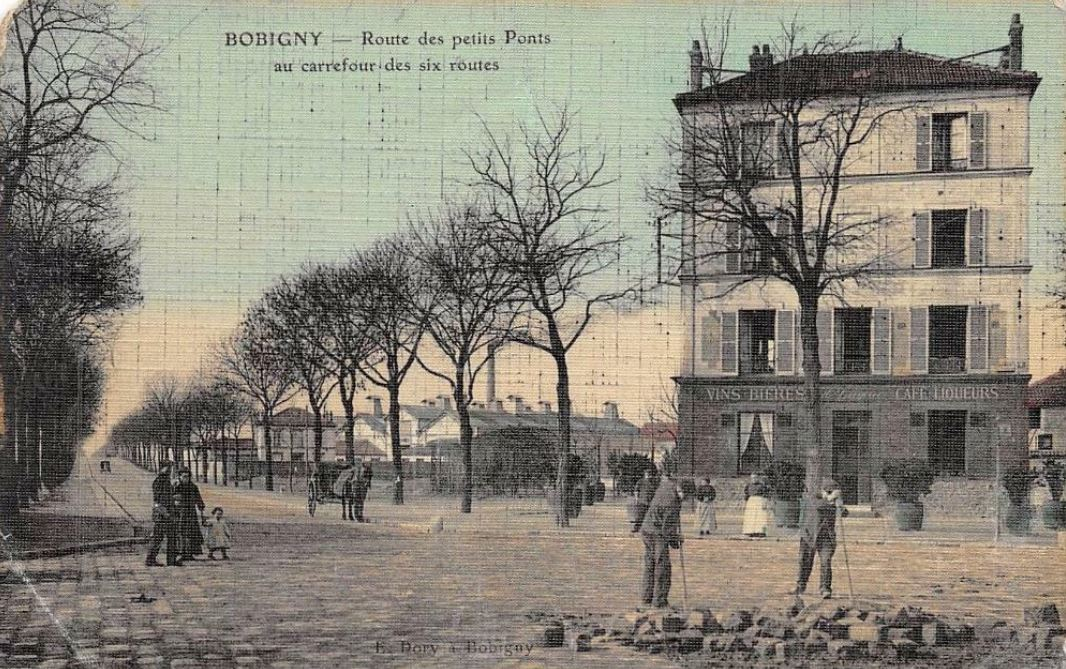
Avenue Henri-Barbusse, anciennement rue des Petits-Ponts, et carrefour des Six-Routes.

L'avenue est située le long de l'ancienne route des Petits-Ponts, dont elle reprend en partie le tracé rectiligne, qui est celui de la route départementale 115.
Elle commence son tracé à l'intersection de l'avenue du Général-Leclerc à Pantin, et du chemin des Vignes, limitrophes des deux communes, et longe tout d'abord le cimetière parisien de Pantin.
Elle traverse ensuite le rond-point de la route départementale 27, formé par la rue de la République à Bobigny et l'avenue de la Division-Leclerc.
Continuant toujours plus au Nord, elle longe sur sa gauche l'ancienne gare de déportation de Bobigny et franchit par un pont la ligne de Bobigny à Sucy - Bonneuil.
Elle se termine à la place de l'Escadrille-Normandie-Niémen, dite carrefour des Six-Routes.

## Origine du nom

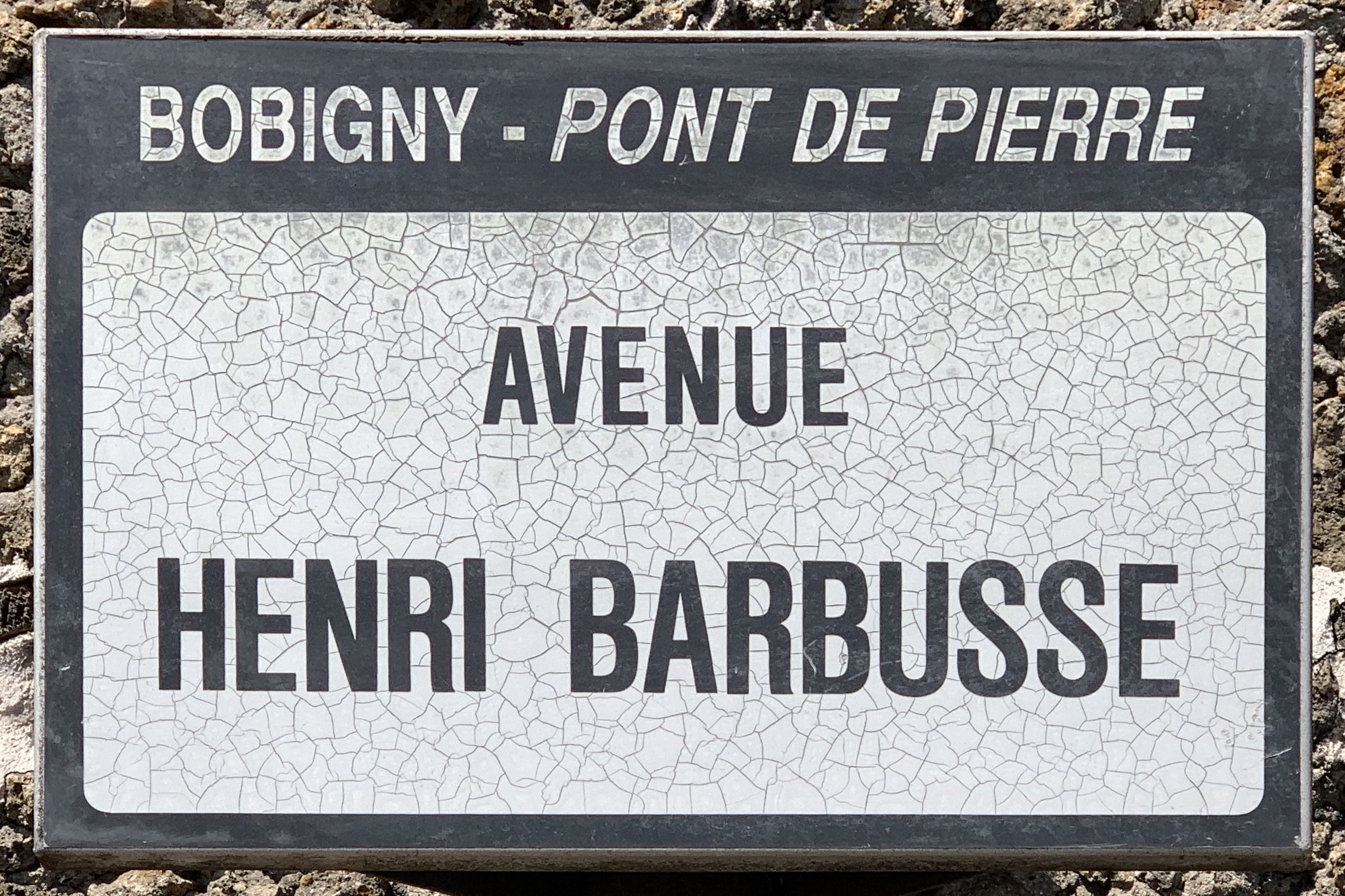
Plaque de l'avenue.

Cette avenue est nommée en hommage à Adrien Gustave Henri Barbusse, écrivain français né à Asnières-sur-Seine en 1873 et mort à Moscou en 1935.

## Historique

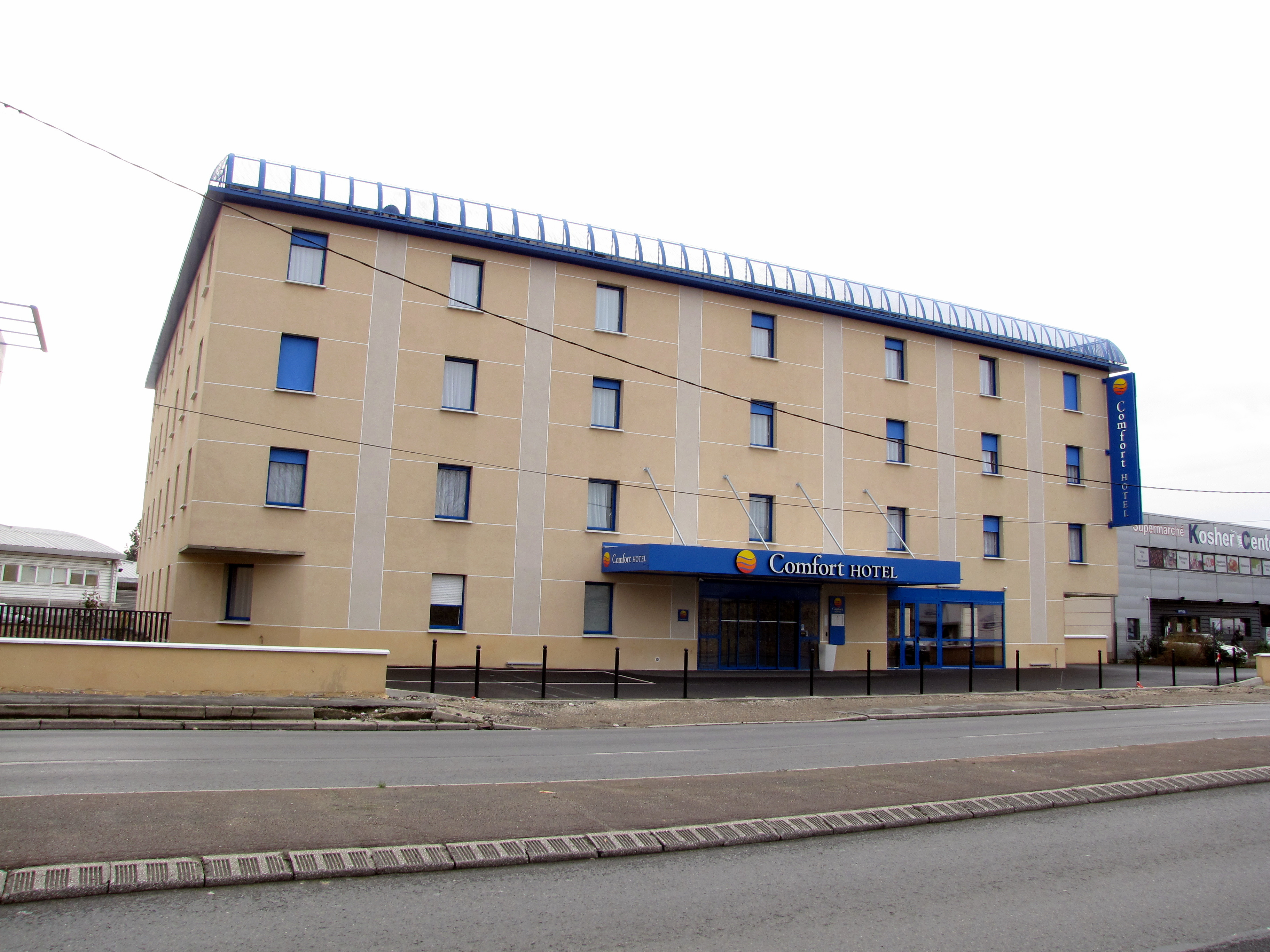
Bobigny Comfort Hotel en 2011.

De nombreuses industries étaient installées à cet endroit. Aujourd'hui, une zone d'activité est située le long de l'avenue.
Le 30 janvier 1918, durant la première Guerre mondiale, une bombe lancée d'un avion allemand explose au no 1 route des Petits-Ponts sur l'actuelle avenue Henri-Barbusse 

Le 30 mars 1918, un obus lancé par la Grosse Bertha tombe sur la gare de triage de Bobigny située aux nos 69-151, avenue Henri-Barbusse. Un autre obus éclata, le 2 avril, sur la partie de l'avenue alors appelée « route des Petits-Ponts ». La gare de triage est une nouvelle fois touchée le 15 avril.

## Bâtiments remarquables et lieux de mémoire

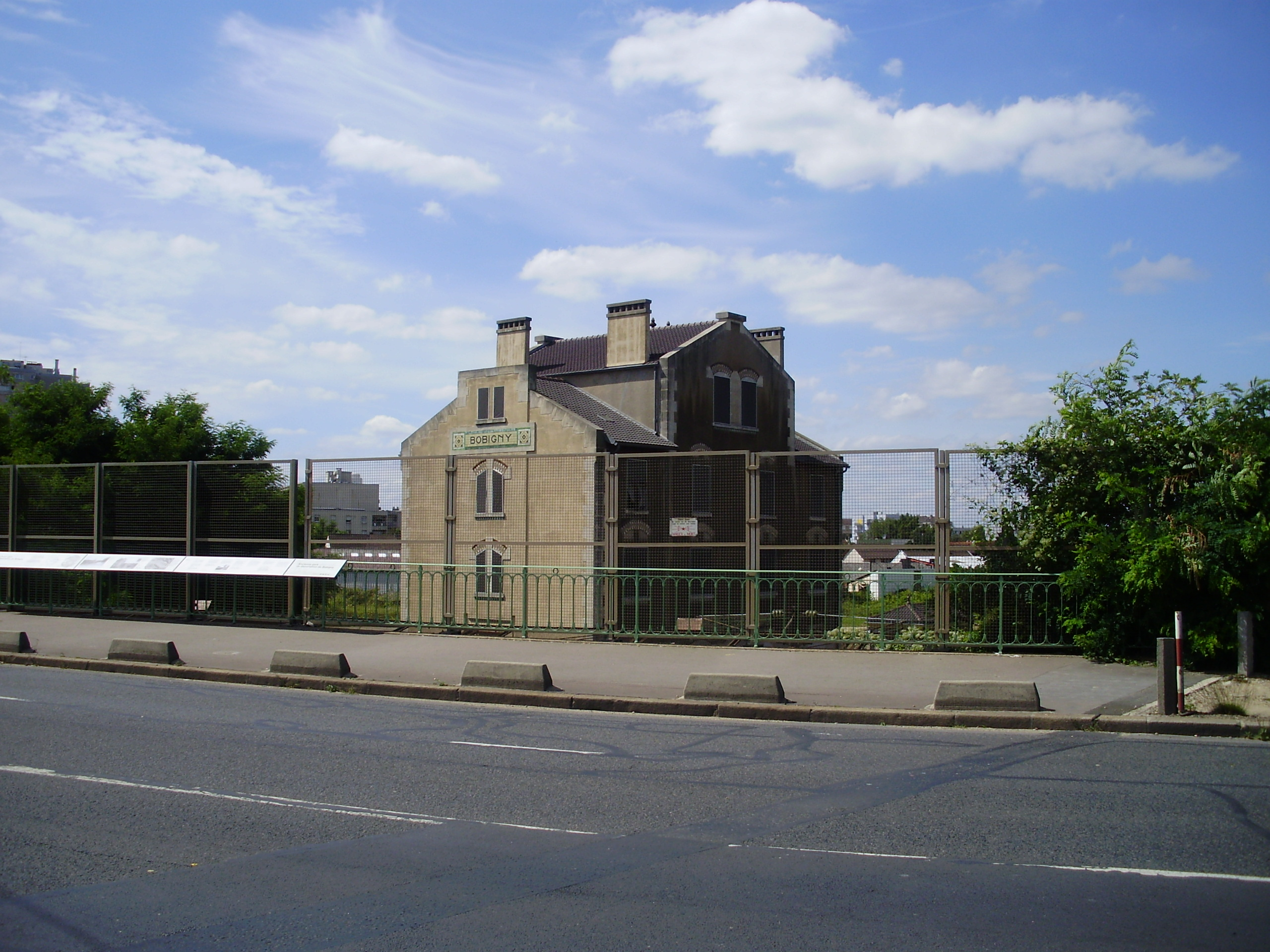
Gare de Bobigny, vue de l'avenue Henri-Barbusse

- Gare de Bobigny: De 1943 à 1944, elle fut le lieu de déportation des juifs détenus au camp de Drancy[4]. Cet endroit est réaménagé en une esplanade du Présent et un espace de la Mémoire[5];
- Ancienne usine La carbonique moderne[6],[7], ouverte en 1899[8]. Jean Perrot, prêtre ouvrier, y travailla en 1951[9].